# Wohnhaus Wehrdeich 16
Das Wohnhaus Wehrdeich 16 im niedersächsischen Nordenham-Atens im Landkreis Wesermarsch stammt aus der Mitte des 18. Jahrhunderts.
Aktuell (2023) wird es als Wohnhaus genutzt.
Das Gebäude steht unter Denkmalschutz (siehe auch Liste der Baudenkmale in Nordenham).

## Beschreibung
Das eingeschossige giebelständige verklinkerte (teils verputzte) Gebäude auf einer Wurt mit reetgedecktem Krüppelwalm, Niedersachsengiebel mit breitem Überstand sowie einer Ladeluke zum früheren Heuboden wurde um 1750 gebaut.
Das Landesdenkmalamt befand zur Bedeutung: „… geschichtlich, wissenschaftlich, städtebaulich …“